# روزماري لاينغ
روزماري لاينغ (بالإنجليزية: Rosemary Laing)‏ هي مصورة أسترالية، ولدت في 1959 في بريزبان في أستراليا.